# Orodromeus
Orodromeus is een geslacht van uitgestorven plantenetende dinosauriërs, behorend tot de groep van de Euornithopoda, dat tijdens het Laat-Krijt leefde in het gebied van het huidige Noord-Amerika. De enige benoemde soort is Orodromeus makelai.

## Vondst en naamgeving
Begin jaren tachtig groef Jack Horner in Teton County in Montana een broedkolonie van Maiasaura op, die Egg Mountain is gedoopt. Zijn medewerker Robert Makela vond daarbij ook een nest en volwassenen van een kleiner dier.
In 1988 werd dit door Horner en David Bruce Weishampel benoemd en beschreven als de typesoort Orodromeus makelai. De geslachtsnaam is afgeleid van het Oudgriekse ὄρος, oros, 'berg', en δρομεύς, dromeus, 'renner', een verwijzing naar de vindplaats en naar de rennende levenswijze van het dier. De soortaanduiding eert de in 1987 bij een verkeersongeluk omgekomen Makela.

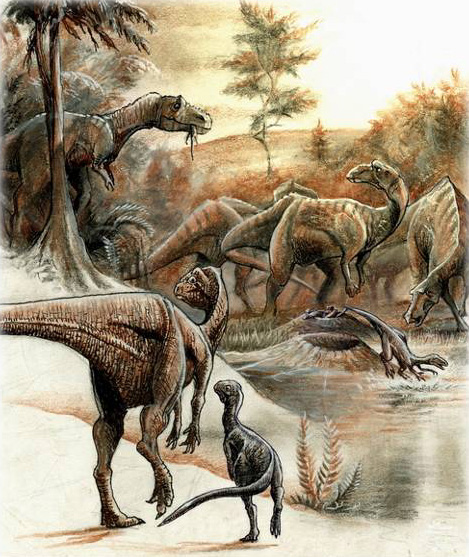
Orodromeus op de voorgrond van een scène van Egg Mountain

Het holotype MOR 294 is gevonden in een laag van de Two Medicine Formation die dateert uit het Laat-Campanien. ongeveer 75 miljoen jaar oud. Het bestaat uit een gedeeltelijk skelet met schedel waaraan de staart ontbreekt. De paratypen zijn: MOR 249, een legsel van negentien eieren waarvan sommige met embryo; PP 22412, een stel achterpoten; MOR 331, een gedeeltelijk skelet zonder schedel; MOR 248, en skelet met schedel; en MOR 403, een hersenpan. De eerste beschrijving was vrij summier; een modernere publicatie ontbreekt nog, hoewel er wel een ongepubliceerde dissertatie bestaat uit 1999 van de hand van Rodney Dwayne Scheetz. Scheetz beschreef specimen MOR 661, een vrij compleet postcraniaal skelet van een zeer jong dier; MOR 473, een fragmentarisch skelet met platgedrukte schedel van een volwassen dier; en MOR 663, een fragmentarisch skelet van een jongvolwassen dier. Daarnaast meldde hij dat er nog negenennegentig aanvullende onbeschreven specimina waren

## Beschrijving
Orodromeus is een kleine tweevoeter waarvan de lichaamslengte door Horner & Weishampel op tweeënhalve meter geschat werd. Het is een uitzonderlijk licht gebouwd dier. Het gewicht ligt op dertig à veertig kilogram.
De beschrijvers wisten enkele onderscheidende kenmerken vast te stellen. Het palpebrale, ofwel wenkbrauwbeen, is achteraan verankerd op de achterkant van de oogkas, het postorbitale. Het jukbeen heeft op de buitenste zijkant een zwelling. De tanden van de onderkaak en de maxillaire tanden in de bovenkaak zijn driehoekig van vorm, meestal even breed als hoog. De tandkroon heeft een middelste primaire richel. De snijranden hebben vijf tot zes kartelingen. De polsbeenderen zijn overgroeid; er is een enkel onderste handwortelbeentje en drie bovenste, het ulnare, het radiale en ertussen een intermedium.
De tandvorm is basaal en doet denken aan die van veel oudere vormen. Hoewel de bouw van de schedel een zijdelingse beweeglijkheid van het bovenkaaksbeen suggereert, wijst de slijtage van de tandvlakken op een simpele verticale beweging bij het bijten.
De embryo's hebben goed ontwikkelde en verbeende botten en uitgekomen tanden, een teken dat de jongen nestvlieders waren. Horner maakte een tegenstelling met die van Maiasaura die hij als nestblijvers zag die door hun ouders verzorgd werden.

## Fylogenie
Orodromeus is door de beschrijvers in de Hypsilophodontidae geplaatst. Tegenwoordig worden die gezien als een onnatuurlijke (parafyletische) groep en Orodromeus simpelweg als een basaal lid van de Euornithopoda.